# Yumileidi Cumbá
Yumileidi Cumbá (* 11. února 1975 Guantánamo) je bývalá kubánská atletka, olympijská vítězka ve vrhu koulí.
První medaili na mezinárodní soutěži, stříbrnou, získala v soutěži koulařek na juniorském mistrovství světa v roce 1994. Nejúspěšnější sezónou pro ni byl rok 2004, kdy nejdříve skončila druhá mezi koulařkami na halovém mistrovství světa a zvítězila v olympijském finále v Athénách. Ze stejného roku pochází její osobní rekord ve vrhu koulí 19,97 m.